# 리처드 엡카
리처드 엡카(Richard Michael Epcar, 1955년 4월 29일 ~ )는 미국의 성우, 배우, 각본가, 감독, 드럼 연주자이다.

## 작품 목록
- 맥스 & 미 (2015년)
- 로보텍 - 그림자 연대기 (2006년)
- 파이 스토리 (2006년)
- 노매드 (2005년)
- 살인마 가족 2 (2005년)
- 무하마드: 더 라스트 프라핏 (2002년)
- 마이티 모핀 파워레인저 (1993년)
- 투명 인간의 사랑 (1992년) - 테일러 역
- 외계의 공포 (1991년)
- 죽음의 탈출 (1987년)

### 애니메이션 더빙
- 루팡 3세: 칼리오스트로의 성 (1979년)
- 루팡 3세 - 루팡 VS 복제인간 (1978년)
- 무사 쥬베이 (1993년)
- 디지몽: 디지털 몬스터 (1999년)
- 공각기동대 (1995년)
- 기동경찰 패트레이버 3 - 폐기물 13호 (2002년)
- 오버맨 킹 게이너 (2002년)
- 더 파이팅 (2000년)
- 러키☆스타 (2007년)
- 공각기동대 S.A.C - Solid State Society (2006년)

### 텔레비전 출연
- 닥터 슬론 (1994)